# Ostroh (pevnost)
Ostroh (rusky остро́г) je ruský termín pro malou pevnost, opevněnou 4–6 metrů vysokou palisádou z nahoře zaostřených kůlů. Ostrohy mohly být obývané nastálo, nebo i jen dočasně.

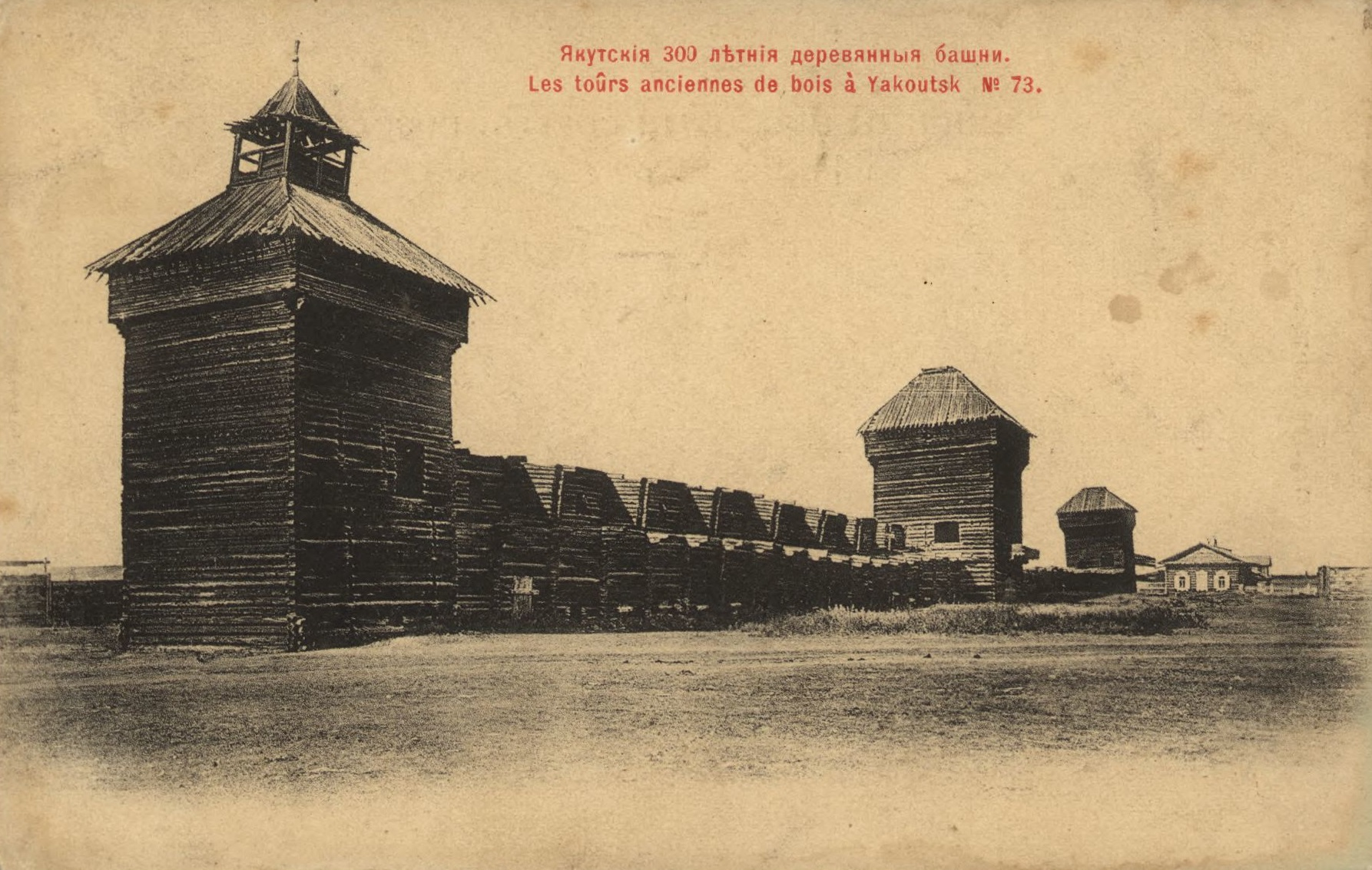
Jakutský ostroh (1902)

Zpočátku byl ostroh termín pro palisádu či ohradu budovanou během obléhání nepřátelských měst. První ostrohy vznikaly na přelomu 11. a 12. století. Počínaje 13. stoletím, ostroh typicky sestával z palisády propletené proutím, na plošině nebo nevysokém valu, obklopené příkopem, obvykle čtyřúhelného tvaru, přičemž v rozích stály dřevěné věže. Brány byly v průchozích věžích. V 17. století mohl mít ostroh až 12 věží a rozlohu až 1800 na 400 metrů.
Ve 14.–15. století byly ostrohy budovány na jižních hranicích Ruska, od konce 16. a v 17. století během ruské kolonizace i na Sibiři. Řada sibiřských a dálnovýchodních měst vyrostla z ostrohů 16/17. století, například Anadyr, Jenisejsk, Irkutsk, Krasnojarsk, Něrčinsk, Omsk, Tomsk, Čita, Jakutsk.